# Lista de presidentes de Ceuta
O prefeito-presidente da cidade autônoma de Ceuta (em castelhano: Alcalde-Presidente de la Ciudad Autónoma de Ceuta) ou simplesmente o presidente de Ceuta, é a mais alta posição política da cidade autônoma de Ceuta. Devido ao status especial das cidades autônomas espanholas, o presidente também é o prefeito da cidade e, como tal, o prefeito-presidente atua como chefe de governo e presidente da Assembléia de Ceuta, o ramo legislativo da Cidade.

## Lista de presidentes deCeuta
- Basilio Fernández López (19 de junho de 1995 - 24 de julho de 1996).
- Jesús Cayetano Fortes Ramos (24 de julho de 1996 - 29 de agosto de 1999).
- Antonio Sampietro Casarramona (26 de agosto de 1999 - 7 de fevereiro de 2001).
- Juan Jesús Vivas Lara (7 de fevereiro de 2001 - atualidade).[1]